# Maestro de 1328

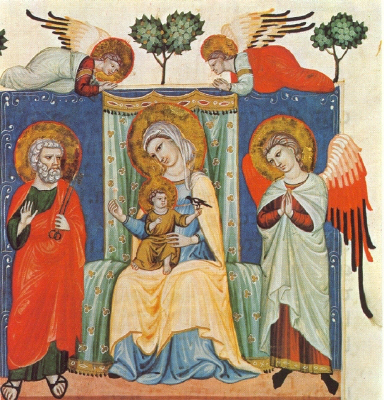
Madonna en el Trono, ilustración del manuscrito de la Matricola dei Merciai de 1328. Témpera sobre vitela. En la colección del Museo Cívico, Bolonia

El Maestro de 1328 fue un ilustrador de manuscritos de Italia activo en el área de Bolonia desde alrededor de 1320 hasta 1340. Su nombre se deriva a partir de una fecha recogida en el registro de un comerciante, la Matricola dei merciai, ahora en el Museo Cívico de Bolonia; su mano también parece haber participado en un conjunto de libros de coro que fueron pintados para el convento de los Dominicos en dicha ciudad; este grupo de obras es anterior y se puede datar en la primera mitad de la década de 1320, al igual que una copia del Decreto de Graciano, actualmente conservada en Madrid. Asimismo, tiempo, el Maestro participó en la creación de la Rhetorica ad Erennium  ahora conservada en Holkam Hall en Norfolk. Estilísticamente, aunque se observa la influencia de sus contemporáneos locales, conocía también, de manera evidente, las pinturas de Giotto; también fue el primero en aplicar las nuevas reglas pintura de Giotto a la ilustración de manuscritos boloñesa, aunque desde luego no de manera constante. Alcanzó la cima de su carrera en la década de 1330, concentrándose en la decoración de textos legales.